# Vieux-Bourg d'Aquin
Pour les articles homonymes, voir Vieux-Bourg (homonymie).
Vieux-Bourg d'Aquin est un village et un écart de la commune haïtienne d'Aquin, dans le département du Sud.
Le village se situe à 6,6 km au nord-est de la ville-centre,.

## Histoire
Vers 1660, les boucaniers viennent fonder le bourg d'Aquin, situé sur la rive gauche de la rivière du même nom. Il est transféré en 1714 à l'endroit connu aujourd'hui sous le nom de « vieux bourg », parce qu'en 1804, le gouvernement haïtien en ordonna la translation à la ville actuelle située à l'ancien embarcadère d'Aquin. Le dernier combat entre Rigaud et Toussaint eut lieu au vieux bourg.